# Johann von Rautenfeld
Johann Georg Berens von Rautenfeld (ur. 1741 – zm. 1805) – generał major armii Imperium Rosyjskiego od 1788 roku.
Brał udział w obu wojnach tureckich. Od 1787 dowódca wielkołuckiego pułku piechoty. W 1793 sejm w jego obecności na otoczonym wojskami rosyjskimi zamku w Grodnie uchwalił cesję terytorium Rzeczypospolitej na rzecz Królestwa Prus.